# Boys (The Shirelles-dal)
A Boys a The Shirelles nevű amerikai lányegyüttes 1960-ban megjelent kislemeze, amely szerepelt a Tonight's the Night c. albumon. Egy évvel később az Egyesült Királyságban is megjelent. A kislemez A-oldalán a „Will You Love Me Tomorrow” volt hallható.

## The Beatles-változat
1963-ban a Beatles is előadta Please Please Me c. első nagylemezén.

### Közreműködők
- Ének: Ringo Starr
- Háttérvokál: John Lennon, Paul McCartney, George Harrison

Hangszerek
- John Lennon: ritmusgitár
- Paul McCartney: basszusgitár
- George Harrison. gitár
- Ringo Starr: dob